# Singlish
Singlish är ett kreolspråk baserat på engelska. Det är ett språk som används mest i Singapore. Det är förstaspråk för många yngre singaporianer, särskilt de vars föräldrar inte delar ett modersmål, och andraspråk för de flesta av landets invånare.
Ordförrådet i Singlish består av ord med ursprung från engelska, malajiska (främst Bahasa Melayu stället för indonesiska), hokkien, teochew, kantonesiska, tamil och i mindre utsträckning andra europeiska, indiska och kinesiska språk, medan Singlish syntax liknar sydkinesiska dialekter. 
Dessutom har inslag av amerikansk och australiensisk slang kommit från importerade TV-serier. Idag har även andra asiatiska språk som japanska, koreanska och andra mindre kända kinesiska dialekter såsom shanghainesiska också införlivats i Singlish. Nyligen, på grund av det faktum att standardkinesiska lärs ut till alla kinesiska singaporianer i skolan, har ord från mandarin också funnit sin väg in i Singlish. 
Singlish är nära besläktad med Manglish från grannlandet Malaysia.
Den singaporianska regeringen avråder för närvarande från användande av Singlish till förmån för Singapore Standard English och tror på behovet av att effektivt kunna kommunicera med övriga engelska användare i världen. Regeringen driver kampanjen Speak Good English Movement för att understryka detta.